# Décembre 1963
 (juin 2023).
Si vous disposez d'ouvrages ou d'articles de référence ou si vous connaissez des sites web de qualité traitant du thème abordé ici, merci de compléter l'article en donnant les références utiles à sa vérifiabilité et en les liant à la section « Notes et références ».

## Événements
- 1er décembre (Inde) : création du Nagaland pour mettre fin à la guérilla autonomiste.

- 2 décembre : début du règne de Palden Thondup Namgyal, Chogyal (maharaja) du Sikkim (fin en 1982).

- 3 décembre : 
  - Début des investigations de la Commission Warren à la suite de l'assassinat de John F. Kennedy.
  - France : création de l'ordre national du Mérite.

- 8 décembre : le fils de Frank Sinatra est enlevé.
- 8 décembre : changement de nom des radios nationales à la suite du concours « Baptême RTF 64 » lancé auprès des auditeurs à l’occasion de l’ouverture de la Maison de la Radio[1] (France-I et France-II sont regroupées en France Inter avec scission des programmes en soirée, France-III devient France Culture et France-IV devient France-Musique)

- 9 décembre (Thaïlande) : Thanom Kittikachorn devient Premier ministre à la mort de Sarit Thanarat. Il doit faire face à un mouvement de guérilla communiste dans le Nord.

- 10 décembre : indépendance de Zanzibar.

- 12 décembre : indépendance du Kenya.

- 14 décembre :
  - France : création du Parc national de Port-Cros;
  - France : inauguration de la Maison de la Radio.
  - France : création de la chanson Nuit et brouillard de Jean Ferrat

- 23 décembre : Nasser propose la réunion d’un sommet au Caire de tous les chefs d’État arabes consacré à la question israélo-arabe. Le sommet décide la création d’une Organisation pour la libération de la Palestine (OLP) dont l’administration est confiée à Shuqayri.

- 28 décembre (Formule 1) : Grand Prix automobile d'Afrique du Sud.

- 31 décembre : dissolution de la Fédération de Rhodésie et du Nyasaland.

## Naissances
- 4 décembre : Sergueï Bubka, athlète ukrainien.
- 6 décembre : Stéphane Guillon, acteur et humoriste français.
- 9 décembre : Dave Hilton, Jr., boxeur et criminel.
- 10 décembre : Mohamed Ould Bilal, homme politique mauritanien.
- 11 décembre : Françoise Damado, athlète sénégalaise.
- 17 décembre : 
  - Jón Kalman Stefánsson, écrivain islandais.
  - Meherzia Labidi Maïza, femme politique Franco-Tunisienne († 22 janvier 2021).
- 18 décembre :
  - Djemel Barek, acteur et metteur en scène franco-algérien († 30 juillet 2020).
  - Pierre Nkurunziza, personnalité politique burundaise, président de la République du Burundi de 2005 à 2020 († 8 juin 2020).
  - Brad Pitt, acteur américain.
- 19 décembre : Jennifer Beals, actrice américaine.
- 20 décembre : Irwan Prayitno, homme politique indonésien.
- 26 décembre : Lars Ulrich, batteur danois du groupe de Heavy Metal Metallica.
- 27 décembre : 
  - Victor Manuelle, chanteur de salsa portoricain.
  - Laurent Romejko, animateur de télévision français d'origine polonaise.
- 29 décembre : 
  - Liisa Savijarvi,  skieuse alpine.
  - Ulf Kristersson, personnalité politique suédoise.
- 30 décembre : Mike Pompeo, homme politique américain, 70e secrétaire d'État des États-Unis de 2018 à 2021.

## Décès
- 12 décembre : Yasujiro Ozu, réalisateur japonais (° 1903).
- 13 décembre : Hubert Pierlot, homme politique belge (° 23 décembre 1883).
- 14 décembre : Marie Marvingt, athlète, aviatrice, pionnière des évacuations sanitaires (° 1875).
- 24 décembre, André Léveillé, peintre français (° 9 mai 1880).
- 28 décembre : Paul Hindemith, compositeur allemand (° 1895).